# Pioneer 5
Pioneer 5, también conocido como 1960 Alpha 1, Pioneer P-2 y Thor Able 4, fue una sonda espacial de la NASA lanzada el 11 de marzo de 1960 mediante un cohete Thor desde Cabo Cañaveral.
La misión de Pioneer 5 fue realizar la primera cartografía del campo magnético interplanetario entre Venus y la Tierra. También realizó mediciones de las partículas procedentes de erupciones solares y de la ionización de la región interplanetaria.
La nave estaba estabilizada mediante giro, funcionó durante 106 días y llegó a comunicarse con la Tierra desde una distancia de 22,5 millones de kilómetros, un récord en su día. La velocidad de transmisión podía ser de 1, 8 o 64 bps  (bits por segundo), según la distancia a la Tierra y el tamaño de la antena receptora. Las limitaciones de energía debido al limitado tamaño de los paneles solares impedían que la nave transmitiese de manera continua. Cada día se programaban cuatro sesiones de comunicación de unos 25 minutos de duración, con aumentos ocasionales de la duración en momentos importantes. La mayor parte de los datos se recibieron en las estaciones de Mánchester y Hawái. La última transmisión tuvo lugar el 26 de junio de 1960.